# Berl Repetur
Berl Repetur (hebr.: ברל רפטור, ang.: Berl Repetur, Beryl Raptor, ur. 1902 na Ukrainie, zm. 23 marca 1989) – izraelski polityk, w latach 1949–1951 poseł do Knesetu z listy Mapam. Sygnatariusz Deklaracji niepodległości Izraela.
Był jednym z sygnatariuszy ogłoszonej 14 maja 1948 Deklaracji niepodległości Izraela.
W wyborach parlamentarnych w 1949 po raz pierwszy i jedyny dostał się do izraelskiego parlamentu.